# Karen Gómez Espinoza
Karen Gómez Espinoza (Guadalajara, Jalisco, 10 de junio de 1993) es una futbolista mexicana que juega en la posición de portera. Jugó con las Panteras de la Universidad Panamericana de Guadalajara y con el Club Deportivo Guadalajara en los torneos Apertura 2017 y Clausura 2018 de la Liga MX Femenil.
Su debut en el fútbol profesional fue en el partido entre la Chivas del Guadalajara y el Atlas de Guadalajara el sábado 29 de julio de 2017.

## Estadísticas
Karen es una de las 11 jugadoras que han estado en el plantel del Club Deportivo Guadalajara Femenil desde la Copa de la Liga MX Femenil 2017 sería la portera titular del Torneo Apertura 2017 (Liga MX Femenil) pero en la jornada 2 sufre una lesión en su dedo lo cual la aleja de las canchas.

### Clubes
| Club                                                                               | Div | Temporada | Liga | Liga | Copa | Copa | Total | Total |
| Club                                                                               | Div | Temporada | PJ   | Min  | PJ   | Min  | PJ    | Min   |
| ---------------------------------------------------------------------------------- | --- | --------- | ---- | ---- | ---- | ---- | ----- | ----- |
| Club Deportivo Guadalajara Femenil México                                          | 1ª  | 2017      | 2    | 140  | 2    | 100  | 4     | 240   |
| Club Deportivo Guadalajara Femenil México                                          | 1ª  | 2018*     | 2    | 180  | -    | -    | 2     | 180   |
| Nota* Se sigue jugando la temporada 2018 (Apertura 2018) Actualizado al 27/09/2018 |     |           |      |      |      |      |       |       |

## Palmarés

### Campeonatos nacionales
| Título  | Club                       | País   | Año  |
| ------- | -------------------------- | ------ | ---- |
| Liga MX | Club Deportivo Guadalajara | México | 2017 |